# Hugo Güldner
Carl Julius Gustav Hugo Güldner (* 18. Juli 1866 in Herdecke; † 12. März 1926 in Frankfurt am Main) war ein deutscher Ingenieur, Erfinder und Motorenbauer, dessen Name heute vor allem mit Pionierleistungen im Dieselmotorenbau und mit dem Markennamen der Güldner-Ackerschlepper verbunden ist.

## Leben
Hugo Güldner wuchs als Sohn des Fabrikarbeiters und Bahnwärters Gustav Güldner und dessen Frau Ida, geb. Erdmann, in der westfälischen Kleinstadt Herdecke auf und wurde dort am 23. September 1866 auf den Namen Carl Julius Gustav Hugo getauft. Sein Vater verstarb bereits 1869 bei einem Eisenbahnunfall.
Hugo besuchte die Königliche Gewerbeschule in der Nachbarstadt Hagen, die in die heutige Fachhochschule Südwestfalen aufgegangen ist. Als Ingenieur beschäftigte er sich vor allem mit Verbrennungsmotoren und ihrer Weiterentwicklung. Anschließend übersiedelte Güldner nach Magdeburg, gründete dort eine eigene Fabrikation, baute verschiedene Verbrennungsmotoren und meldete insgesamt zwölf Gebrauchsmuster und Patente an; das bekannteste trug den Titel „Zweitakt-Gasluft-Motor mit Verbrennung des Zündgemisches in besonderem Raume und Einführung der heißen Gase in den luftgefüllten Arbeits-Zylinder“.
Im Jahr 1891 heiratete er in Witten Adele Benecken (1873–1927), die Tochter des Kaufmanns Karl Benecken und dessen Ehefrau Karoline, geb. Kautworm.
Nach mehreren wirtschaftlich wenig erfolgreichen Produktionen wechselte er 1899 für fast drei Jahre als Oberingenieur und Chefkonstrukteur zu Rudolf Diesel an die Maschinenbaufabrik Augsburg, aus der die heutige MAN AG hervorging. Dort konstruierte er unter anderem einen Viertaktmotor.
1903 veröffentlichte Güldner sein umfangreiches Praxishandbuch zum Motorenbau. Im Jahr darauf ging Güldner nach München und gründete im Februar 1904 gemeinsam mit Carl von Linde und Georg von Krauß die Güldner Motoren-Gesellschaft mbH; das Patent für einen modernen Verbrennungsmotor brachte der Namensgeber Güldner in die neue Firma ein. Die Fertigung wurde 1907 hin nach Aschaffenburg in dort neu errichtete Gebäude verlegt, nicht zuletzt, um den Main als günstigen Transportweg nutzen zu können. Hergestellt wurden anfangs Zweizylinder-Dieselmaschinen bis zu 300 PS, Gleichdruckölmotoren, Gaskraftanlagen und teilweise sogar Motorräder. Ein Hauptabnehmer für die Motoren war damals schon die Gesellschaft für Linde's Eismaschinen (die heutige Linde AG), die Antriebsaggregate für ihre Kältemaschinen benötigte und 1908 erste Anteile an der Güldner Motoren GmbH erwarb. Ab 1912 wurden auch Drei- und Vierzylindermotoren bis zu 600 PS verkauft.
Im Ersten Weltkrieg kam die zivile Produktion zum Stillstand und es wurden Kraftwagen und Flugzeugrotoren sowie Grauguss-Geschosse, Granaten, Spreng- und Wurfminen, sowie Minenwerfer hergestellt.
Güldner war 1917 Leutnant der Reserve und Lehrer an der Kgl. bayr. Minenwerfer-Schule in München.
Nach Kriegsende erwarb Güldner die Berliner Moorkultur Kraftpflug GmbH und produzierte vermehrt Kraftpflüge zur Moorkultivierung, daneben Motoren für Binnenschiffe und Kleindieselmotoren. Nach wirtschaftlichen Schwierigkeiten erhöhte Linde 1925 seine Anteile an der Unternehmung.
1926 starb der Geheime Kommerzienrat Dr. Ing. e. h. Hugo Güldner nach einer Operation im Alter von 59 Jahren in Frankfurt. Beerdigt wurde er auf dem Altstadtfriedhof Aschaffenburg; die Grabstätte steht unter Denkmalschutz. Seine Frau Adele, geb. Benecken, verstarb im darauf folgenden Jahr in Oberstdorf.
Die Stadt Aschaffenburg hat beiden eine Straße gewidmet: Güldnerweg (Stadtteil Schweinheim), Adelenstraße (Obernauer Kolonie).
Drei Jahre nach Hugo Güldners Tod – zum fünfundzwanzigjährigen Bestehen der Firma – wurde die GmbH auf Bestreben von Carl von Linde hin vollständig von Linde übernommen. Die Produktion konzentrierte sich ab den 1930er Jahren zunehmend auf Traktoren und der insbesondere im Bereich der Landwirtschaftsmaschinen erfolgreich eingeführte Markenname Güldner wurde noch bis Ende der 1960er Jahre weitergeführt. Von 1934 bis 1969 wurden rund 100.000 Güldner-Ackerschlepper auf den Markt gebracht. Erst 1991 wurde der Name Güldner aus dem Handelsregister gestrichen.

## Schriften
- Leutnant der Reserve Karl Hugo Güldner, Lehrer a. d. Kgl. bayr. Minenwerfer-Schule, München: 681 Ballistisch-kritische Untersuchungen der durch den Drall bewirkten konstanten Seitenabweichungen der Wurfminen in: Rudolph Gaertner (Hrsg.): Zeitschrift des Vereins Deutscher Ingenieure, Bd. 61, Teil 2 1917, S. 665

Güldner hat neben einigen Aufsätzen, Fachartikeln und den Patentschriften auch ein technikgeschichtlich bedeutendes Buch geschrieben. Es erschien nach der Erstveröffentlichung 1903 in mehreren, überarbeiteten und erweiterten Auflagen bis in die 1920er Jahre und galt damals als Standardwerk im Motorenbau. Es hat in der 3. Auflage von 1914, die mehrfach unverändert nachgedruckt wurde, 1282 Abbildungen und über 800 Seiten Umfang.
- Hugo Güldner: Das Entwerfen und Berechnen der Verbrennungskraftmaschinen und Kraftgas-Anlagen. Handbuch für Konstrukteure und Erbauer von Gas- und Ölkraftmaschinen. Springer-Verlag, Berlin 1903.
- H. Gueldner: Handbuch für den Minenwerfer, München 1917